# Peter Wichert
Peter Wichert (* 8. April 1945 in Danzig) ist ein deutscher politischer Beamter. Er war von 1991 bis 2000 und erneut von 2005 bis 2009 beamteter Staatssekretär im Bundesministerium der Verteidigung (BMVg). Seit Februar 2012 ist er Mitglied des Beirates für Innere Führung im BMVg.

## Leben und Bildung
Nach dem Abitur 1964 am Immanuel-Kant-Gymnasium in Rüsselsheim und der zweijährigen Dienstzeit als Reserveoffizieranwärter bei der Panzergrenadiertruppe der Bundeswehr studierte Wichert Rechtswissenschaften in Heidelberg und promovierte zum Dr. jur. utr. Wichert ist Oberstleutnant der Reserve.
Er ist verheiratet und hat ein Kind.

## Beruf
Wichert begann seine Beamtenlaufbahn 1974 bei der Bundesvermögensverwaltung in der Oberfinanzdirektion Köln. Nach dem Wechsel in das Bundesministerium der Finanzen, in dem er in der Abteilung Geld und Kredit eingesetzt war, arbeitete er von 1979 bis 1981 für den Internationalen Währungsfonds in Washington, D.C. (USA).
Von 1984 bis 1986 arbeitete Wichert im Deutschen Bundestag als Referent der Arbeitsgruppe Finanzen der CDU/CSU-Fraktion.
Als Leiter Ministerbüro wechselte er 1989 in das Bundesministerium der Verteidigung und war dort ab 1990 als Leiter des Planungsstabs tätig.

## Staatssekretär
Seine Berufung zum Staatssekretär des Bundesministeriums der Verteidigung erfolgte 1991 unter dem damaligen Verteidigungsminister Gerhard Stoltenberg (CDU). Wichert war bis zum Jahre 2000 unter den damaligen Verteidigungsministern Volker Rühe (CDU) und Rudolf Scharping (SPD) im Amt und wurde 2000 schließlich in den einstweiligen Ruhestand versetzt.
Am 16. Dezember 2005 wurde Wichert erneut zum beamteten Staatssekretär des Bundesministeriums der Verteidigung berufen, diesmal unter dem damaligen Verteidigungsminister Franz Josef Jung (CDU).
Aufgrund des Vorwurfs der Informationszurückhaltung des Ministeriums gegenüber dem Minister bezüglich eines Luftangriffes bei Kundus vom 4. September 2009 wurde Wichert am 26. November 2009 durch den damaligen Verteidigungsminister Karl-Theodor zu Guttenberg von seinen Aufgaben entbunden, nachdem Redakteure der Bild-Zeitung dem Minister am selben Vormittag einen Untersuchungsbericht der Feldjäger übergeben hatten, von dem zu Guttenberg angab, ihn bis dahin nicht gekannt zu haben. Gleichzeitig nahm zu Guttenberg auch das Rücktrittsersuchen des Generalinspekteurs Wolfgang Schneiderhan am gleichen Tag an.
Unter Guttenbergs Nachfolger als Minister Thomas de Maizière kehrte Peter Wichert im Februar 2012 ins Bundesverteidigungsministerium zurück, wo er dem Beirat für Innere Führung angehört.

## Ehrungen
- 1997: Bundesverdienstkreuz am Bande
- Deutsches Feuerwehr-Ehrenkreuz des Deutschen Feuerwehrverbandes in Gold[4]